# Kruševska republika
Kruševska republika (bugarski i makedonski : Kruševska Republika, Kruševska Republika ; Aromanski: Republica di Crushuva) bila je kratkotrajni politički subjekt koji su 1903. godine proglasili pobunjenici iz Tajne makedonsko-jedrenske revolucionarne organizacije (IMRO) u Kruševu tijekom protuosmanskog Ilindenskog ustanka.

## Povijest
Početkom 20. stoljeća, Kruševo je bilo naseljeno slavenskim stanovništvom, Cincarima i pravoslavnim Albancima, pri čemu su stanovnici grada bili etnoreligiozno podijeljeni između raznih osmanskih mileta, pri čemu su grčki patrijaršisti bili najveća zajednica, zatim bugarski egzarhisti i Ullah millet (Cincari). Prema statistici etnografa Vasila Kančova na temelju jezične pripadnosti, tada je stanovništvo grada brojalo: 4.950 Bugara, 4.000 Vlaha (Cincara) i 400 pravoslavnih Albanaca.
Dana 3. kolovoza 1903. pobunjenici su zauzeli grad Kruševo u vilajetu Manastir Osmanskog Carstva (današnja Sjeverna Makedonija) i uspostavili revolucionarnu vladu. Tijelo je postojalo samo 10 dana: od 3. do 13. kolovoza, a na čelu mu je bio Nikola Karev. Bio je snažan ljevičar, odbacivao je nacionalizam etničkih manjina i favorizirao saveze s običnim muslimanima protiv sultanata, kao i podržavajući ideju Balkanske federacije.
Među različitim etnoreligijskim skupinama (miletima) u Kruševu je izabrano Republičko vijeće od 60 članova – 20 predstavnika iz tri skupine: Cincari, Bugari egzarhisti i Grčki patrijaršisti. Vijeće je izabralo i izvršno tijelo – privremena vlada – sa šest članova (po 2 iz svake spomenute skupine), čija je dužnost bila promicanje zakona i reda te upravljanje zalihama, financijama i medicinskom skrbi. Pretpostavljeni " Kruševski manifest " objavljen je prvih dana nakon proglašenja. Napisao ga je Nikola Kirov, a u njemu su izneseni ciljevi ustanka, pozivajući muslimansko stanovništvo da udruži snage s privremenom vladom u borbi protiv osmanske tiranije, za postizanje slobode i neovisnosti. I Nikola Kirov i Nikola Karev bili su članovi Bugarske radničke socijaldemokratske stranke, odakle su izveli ove ljevičarske ideje.
Međutim, pojavio se problem etničke identifikacije. Karev je sve članove mjesnog vijeća nazvao " braćom Bugarima ", dok su ustanici IMRO-a izvjesili bugarske zastave, ubili pet grčkih patrijarha, optuženih da su bili osmanski špijuni, a potom su napali lokalne Turke i albanske muslimane. Sve dok je grad bio pod kontrolom bugarskih komitadžija, patrijarhalna većina bila je sumnjičena i terorizirana. Osim egzarhističkih Cincara,  koji su bili bugarofili, (kao što je Pitu Guli i njegova obitelj), većina članova drugih etnoreligijskih zajednica odbacila je IMRO kao probugarsku.
Isprva iznenađena ustankom, osmanska vlada poduzela je izvanredne vojne mjere da ga uguši. Četa Pitu Gulija pokušala je obraniti grad od osmanskih trupa koje su dolazile iz Bitole. Cijela družina i njihov vođa (vojvoda) su izginuli. Nakon žestokih borbi kod Mečkinog Kamena, Osmanlije su uspjele uništiti Kruševsku Republiku, čineći zvjerstva nad pobunjeničkim snagama i lokalnim stanovništvom. Kao rezultat pucnjave, grad je bio djelomično zapaljen. Nakon pljačke grada od strane turskih trupa i albanskih bašibozuka, osmanske vlasti su poslale Kruševljanima na potpisivanje deklaraciju u kojoj se navodi da su bugarske komitadžije počinile zločine i opljačkale grad. Nekolicina građana ga je potpisala pod pritiskom.